# Discografie van Poke
Hieronder volgt de discografie van de Surinaams-Nederlandse rapper Poke, met name zijn albums en zijn nummers met een notering in een hitlijst. 

## Albums
| Album                       | Verschijnen   | Label      | Hitlijsten | Hitlijsten | Hitlijsten | Hitlijsten | Opmerkingen                        |
| Album                       | Verschijnen   | Label      | BE (VL)    | BE (VL)    | NL         | NL         | Opmerkingen                        |
| Album                       | Verschijnen   | Label      | Piek       | Weken      | Piek       | Weken      | Opmerkingen                        |
| --------------------------- | ------------- | ---------- | ---------- | ---------- | ---------- | ---------- | ---------------------------------- |
| Yung Pokro (met Yung Felix) | 29 maart 2019 | Noah's Ark | —          | —          | 8          | 23         | Studioalbum / Platina in Nederland |

## Nummers met notering(en) in een hitlijst
| Lied                                                   | Verschijnen      | Album                                      | Hitlijsten | Hitlijsten | Hitlijsten  | Hitlijsten  | Hitlijsten   | Hitlijsten   | Opmerkingen                |
| Lied                                                   | Verschijnen      | Album                                      | BE (VL)    | BE (VL)    | NL (Top 40) | NL (Top 40) | NL (Top 100) | NL (Top 100) | Opmerkingen                |
| Lied                                                   | Verschijnen      | Album                                      | Piek       | Weken      | Piek        | Weken       | Piek         | Weken        | Opmerkingen                |
| ------------------------------------------------------ | ---------------- | ------------------------------------------ | ---------- | ---------- | ----------- | ----------- | ------------ | ------------ | -------------------------- |
| Roll it (met BKO en Jairzinho)                         | 25 augustus 2017 | Gate 17 (Rotterdam Airlines verzamelalbum) | —          | —          | —           | —           | 93           | 1            |                            |
| Loco (met Yung Felix en Dopebwoy)                      | 9 maart 2018     | Yung Pokro                                 | tip26      | —          | —           | —           | 12           | 32           | Dubbelplatina in Nederland |
| Jalla (met F1rstman, Hef en Pyramids)                  | 6 juli 2018      | —                                          | —          | —          | —           | —           | 96           | 1            |                            |
| Baby momma (met Yung Felix en Bizzey)                  | 8 februari 2019  | Yung Pokro                                 | —          | —          | tip1        | —           | 4            | 24           | Platina in Nederland       |
| Ai (met Tabitha en Rolf Sanchez)                       | 15 februari 2019 | Hit-sig (van Tabitha)                      | —          | —          | —           | —           | 28           | 32           | Platina in Nederland       |
| Yamilet (met Sxteen)                                   | 7 maart 2019     | —                                          | —          | —          | —           | —           | 63           | 1            | Goud in Nederland          |
| Kostbaar (met Yung Felix)                              | 15 maart 2019    | Yung Pokro                                 | —          | —          | —           | —           | 67           | 1            |                            |
| Oeff (met Yung Felix)                                  | 29 maart 2019    | Yung Pokro                                 | —          | —          | —           | —           | 9            | 19           | Platina in Nederland       |
| Controle (met Yung Felix)                              | 29 maart 2019    | Yung Pokro                                 | —          | —          | —           | —           | 100          | 1            |                            |
| Domme dingen doen (met Diquenza, Bizzey en Sxteen)     | 5 april 2019     | —                                          | —          | —          | —           | —           | 28           | 4            |                            |
| Boing boing (met Lauwtje en Famke Louise)              | 12 april 2019    | Lauws (van Lauwtje)                        | —          | —          | —           | —           | 21           | 6            |                            |
| Voorzichtig (met Chivv)                                | 31 mei 2019      | —                                          | —          | —          | —           | —           | 46           | 2            |                            |
| Flex (met Dopebwoy)                                    | 28 juni 2019     | Forever lit (van Dopebwoy)                 | —          | —          | —           | —           | 65           | 1            |                            |
| Faka (met Famke Louise)                                | 12 juli 2019     | —                                          | —          | —          | —           | —           | 36           | 4            |                            |
| Bangalang (met Yung Felix en 3robi)                    | 19 juli 2019     | —                                          | tip        | —          | —           | —           | 45           | 2            |                            |
| #Skakelen (met Broederliefde)                          | 1 november 2019  | Broeder (van Broederliefde)                | —          | —          | —           | —           | 58           | 3            |                            |
| Skaffa (met Bizzey en Donnie)                          | 13 maart 2020    | —                                          | —          | —          | —           | —           | 60           | 3            |                            |
| Anderhalf (met Ali B en Jandino Asporaat als Judeska)  | 23 maart 2020    | —                                          | tip        | —          | 27          | 4           | 5            | 9            | Goud in Nederland          |
| We gaan raket nu (met Gerard Joling)                   | 3 juli 2020      | —                                          | tip        | —          | tip9        | —           | —            | —            |                            |
| Taka (met Yung Felix, Lil' Kleine en Yemi Alade)       | 13 november 2020 | —                                          | —          | —          | —           | —           | 100          | 1            |                            |
| Bijpakken (met LA$$A, Young Ellens, Bizzey en Jebroer) | 4 februari 2022  | —                                          | —          | —          | —           | —           | 92           | 1            |                            |
| Wereldwonder (met LA$$A, John West en Billy Dans)      | 2 mei 2025       | —                                          | —          | —          | tip1        | —           | 27           | 15*          |                            |